# Adam Brémský
Adam Brémský (před rokem 1050 – 1080/1085) byl kronikář a geograf druhé poloviny 11. století, původem z Horního Saska.

## Život
Adam žil v Brémách kolem roku 1067, byl tamním kanovníkem a ředitelem městské školy. Předtím vyučoval pravděpodobně v Magdeburgu při tamní katedrále. Jeho jméno se zachovalo náhodně podle zmínky jiného kronikáře, biskupa Helmolda z Bosau, z doby o sto let mladší v díle Slovanská kronika. Je doložen jako svědek na listině arcibiskupa Adalberta v roce 1066, kde je zapsán jako scholastikus brémského kostela. Je uveden v třetím řádku v prostředním sloupci jako Ego Adam magistr scholarum scripsi et subscripsi (Já, Adam scholastikus, jsem napsal a podepsal).

## Dílo

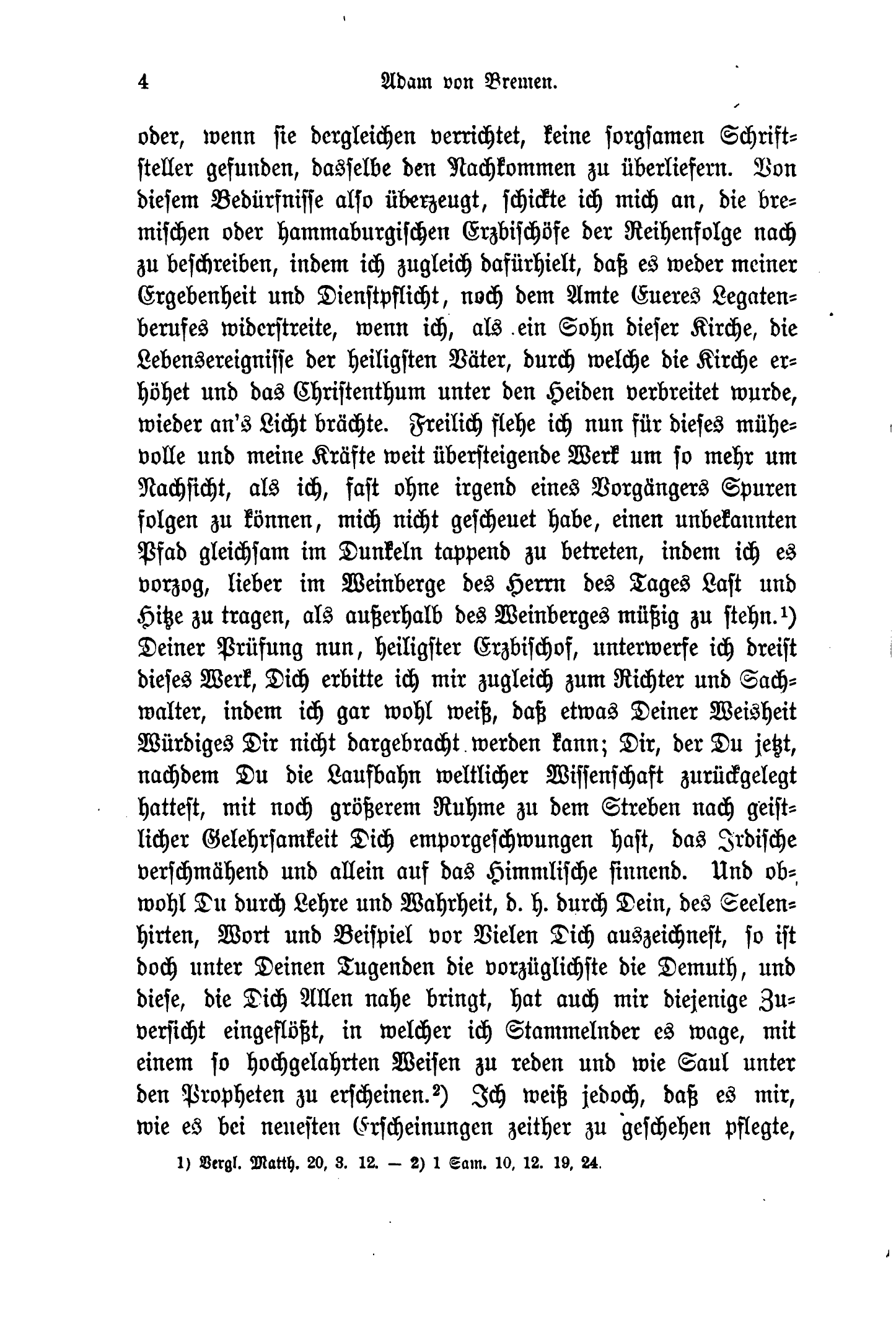
Činy biskupů hamburského kostela

Jeho dílem je kronika Činy biskupů hamburského kostela (Gesta Hammaburgensis Ecclesiae pontificum). Tato kronika, psána pravděpodobně od roku 1066, zachycuje události na severu Evropy v době, kdy se formovala severská království, Norsko, Dánsko a Švédsko. Současně objasňuje i poslední vlnu vikinských nájezdů, která má přímou souvislost s těmito událostmi. Hambursko-brémská arcidiecéze na přelomu tisíciletí zahrnovala, jak uvádí kronikář ve své čtvrté knize, celé jižní pobřeží Baltu, celou Skandinávii, Orkneje, Shetlandy, Island, Grónsko a Vinland, tedy dnešní americkou pevninu, i když o jejím rozsahu neměli ani tušení.
Kroniku psal jako kanovník brémského biskupského kostela na příkaz arcibiskupa hambursko-brémské arcidiecéze Adalberta. Skládá se ze čtyř v podstatě samostatných knih. Čtvrtá kniha je čistě geografická a zachycuje zeměpisný obzor autora, který daleko přesahoval znalosti jeho doby. Byl přesvědčen o kulatosti země a věděl o existenci severního pólu. V první knize se ještě držel původního zadání o církevních dějinách, ale ve druhé a třetí se z něj stal kronikář severských zemí. Zachycuje dějiny Dánska od 8. století přes jeho sjednocení pod vládou krále Haralda Modrozuba, dějiny Norska od výbojů krále Haralda Krásnovlasého až po porážku a smrt krále Haralda III. v bitvě u Stamford Bridge v roce 1066 jako posledního velkého vikinského náčelníka. S jeho smrtí končí velké vikinské nájezdy.
Hlavním zdrojem, který používal, byl biskupský archiv, kniha donací brémského biskupství, Fuldské letopisy, ztracená kronika neznámá z jiných zdrojů Gestum Anglorum (Činy Angličanů), osobní zkušenost a rozhovory s dánským králem Svenem II., který sám byl aktérem mnohých událostí v 11. století. Král Sven byl tchánem obodritského knížete Gotšalka, a proto představuje významný zdroj k dějinám polabských Slovanů. Je zajímavé, že si osvojil jeho pohled na boj proti pohanům, totiž že příčinou christianizace byla snaha o vybírání poplatků. Současně potvrzuje spolehlivost islandských ság jako zdroje, protože kromě drobných detailů se s nimi ztotožňuje po faktické stránce. V závěru kroniky Adam uvádí, že neví, zda psal hezky, ale vždy se snažil psát pravdu.